# Thüringer Landesbergamt
Das Thüringer Landesbergamt (TLBA) war von 2002 bis Ende 2018 eine Behörde im Freistaat Thüringen. Es handelte sich um die Obere Landesbehörde für den Vollzug des Bergrechts. 
Vorgängerbehörde des Thüringer Landesbergamtes war das Thüringer Oberbergamt, das auf Anordnung der Landesregierung bereits 1993 errichtet worden war. Diese Behörde wurde 2002 aufgelöst und an seiner Stelle das Thüringer Landesbergamt errichtet.
Das Thüringer Landesbergamt war dem Thüringer Ministerium für Landwirtschaft, Forsten, Umwelt und Naturschutz nachgeordnet. Das Landesbergamt hatte seinen Sitz in Gera und eine Außenstelle in Bad Salzungen. An beiden Standorten waren insgesamt 50 Personen beschäftigt. Leiter war Hartmut Kießling. Das Landesbergamt wurde durch das Thüringer Verwaltungsreformgesetz 2018 (ThürVwRG 2018) zum 1. Januar 2019 aufgelöst. Rechtsnachfolger ist das Thüringer Landesamt für Umwelt, Bergbau und Naturschutz (TLUBN).